# 姫路市立四郷学院
姫路市立四郷学院（ひめじしりつ しごうがくいん）は、兵庫県姫路市四郷町にある姫路市立の義務教育学校である。

## 概要
兵庫県下で3校目の義務教育学校である。前期課程は旧四郷小学校の、後期課程は旧四郷中学校の校舎を使用する施設分離型である。旧四郷中学校部活動のマスコットであったカスミサンショウウオをモチーフにした「カスミン」は、引き続き四郷学院部活動のマスコットとして使用されている。

## 沿革

### 経緯
当校前身の小中学校2校は、「夢を持ち続け自己実現を図れる子どもの育成」という共通の目標のもと小中一貫教育を進めてきた。さらなる両校の交流を深め、一体化をはかるため、両校は義務教育学校として統合することとなった。

### 年表
- 2019年（平成31年）4月1日 - 姫路市立四郷小学校・中学校と統合により設立

## 学校教育目標
- 夢を持ち続け自己実現を図れる子どもの育成

### めざす資質・能力
- 問題を発見し解決する力
  - 与えられたフィールドのなかで自主的に課題を解決する力
  - 与えられたフィールドを乗り越えて主体的に新しい価値を創っていく力
- 協働する力
  - 多様な考えや価値観・特性に触れながら合意形成し行動に移す力

## 学校行事
| - 4月 入学式・始業式 - 5月 - 6月 | - 7月 終業式 - 8月 夏休み - 9月 始業式 | - 10月 - 11月 - 12月 終業式・冬休み | - 1月 冬休み・始業式 - 2月 - 3月 卒業式 |

## 部活動
後期課程では部活動が行われている

### 運動部
- サッカー部
- 女子ソフトテニス部
- 男子バスケットボール部
- 女子バレーボール部
- 野球部
- 女子卓球部
- 陸上競技部

### 文化部
- 茶華道部
- 箏曲部

## 通学区域
- 姫路市
  - 四郷町坂元、四郷町山脇の一部、四郷町上鈴、四郷町中鈴、四郷町本郷、四郷町見野、四郷町明田、四郷町東阿保[4]

## 住所
- 前期課程
  - 姫路市四郷町坂元227
- 後期課程
  - 姫路市四郷町坂元345番地2

## 校区内の主な施設
- 宮山古墳（兵庫県指定文化財）[5]
- 見野古墳群（姫路市指定文化財）[6]

## 交通
- JR西日本山陽本線御着駅より南西へ2300m
- 神姫バス
  - 四郷学院東停留所下車 - 前期課程校舎
  - 四郷学院西停留所下車 - 後期課程校舎

## 通学区域が隣接している学校

### 小学校
- 姫路市立糸引小学校
- 姫路市立的形小学校
- 姫路市立別所小学校
- 姫路市立御国野小学校
- 姫路市立花田小学校
- 姫路市立城陽小学校

### 中学校
- 姫路市立灘中学校
- 姫路市立大的中学校
- 姫路市立東中学校
- 姫路市立花田中学校
- 姫路市立山陽中学校